# Shah Moazzem Hossain
Shah Moazzem Hossain (en bengali : শাহ মোয়াজ্জেম হোসেন) ; né le 10 janvier 1939 à Dacca et mort le 14 septembre 2022 dans la même ville, est un homme politique du Parti nationaliste bangladais et ancien vice-premier ministre du Bangladesh.

## Carrière
Hassain né le 10 janvier 1939. Hassain était actif dans la politique étudiante. Il a été le whip du gouvernement de la Ligue Awami du Bangladesh de 1972, dirigé par Sheikh Mujibur Rahman. Il a ensuite été ministre dans le cabinet de Khondaker Mostaq Ahmad. Il a rejoint le parti Jatiya dirigé par Hussain Mohammad Ershad mais a été démis du parti en 1992. Il a ensuite rejoint le Parti nationaliste bangladais. Il est le vice-président en exercice du Parti nationaliste bangladais.
Il a été accusé dans l'affaire du meurtre de quatre dirigeants nationaux de la Ligue Awami du Bangladesh en 1975, le tristement célèbre Jail Killing Day, en compagnie de Nurul Islam Manzur et KM Obaidur Rahman.
Hassain décède le 14 septembre 2022. Son corps a été rendu le 19 septembre. Sa mort a été un sujet sensible qui a causé une grave fracture dans le parti.